# Левино I
Левино I — деревня в Клепиковском районе Рязанской области. Входит в состав Ненашкинского сельского поселения.

## География
Находится в северной части Рязанской области на расстоянии приблизительно 5 км на запад по прямой от районного центра города Спас-Клепики.

## История
На карте 1850 года показана как поселение с 6 дворами. В 1859 году здесь (тогда деревня Рязанского уезда Рязанской губернии) было учтено 5 дворов, в 1897 — 11.

## Население
Численность населения: 35 человек (1859 год), 99 (1897), 15 в 2002 году (русские 100 %), 8 в 2010.